# RIPE
Réseaux IP Européens (RIPE) es un foro colaborativo para los grupos interesados en redes IP. El objetivo de RIPE es asegurar la coordinación administrativa y técnica necesaria para que funcione Internet dentro de la región de RIPE.